# Khalid Shameem Wynne

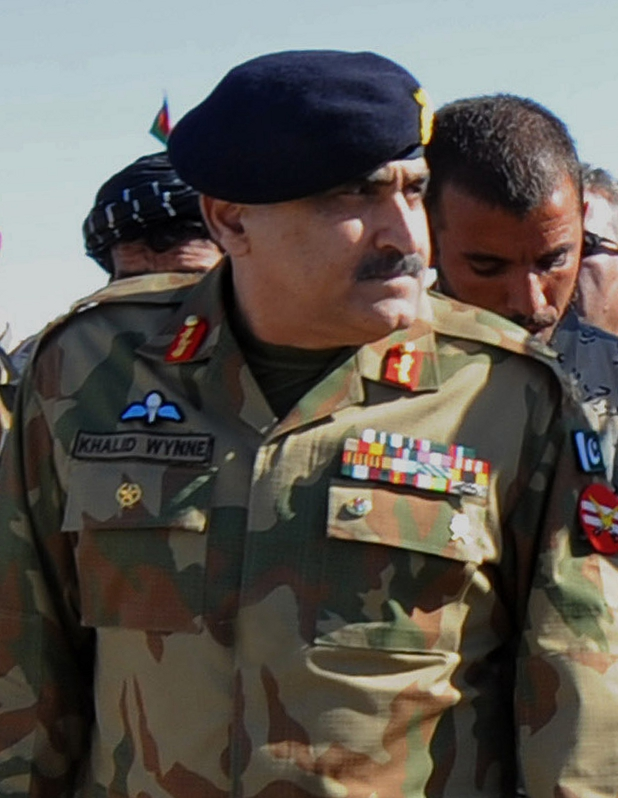
Khalid Shameem Wynne (2010)

Khalid Shameem Wynne (* 28. August 1953 in Abbottabad; † 30. Dezember 2017 nahe Chakri auf der M2) war ein pakistanischer General. Von 2010 bis 2013 war er Generalstabschef der pakistanischen Streitkräfte.
Er trat 1972 in die pakistanische Armee ein und diente im Punjab Regiment. Er besuchte u. a. die Führungsakademie der Bundeswehr (FüAkBw) in Hamburg.